# Émile Mâle
Émile Mâle, född den 2 juni 1862 i Commentry i Allier, död den 6 oktober 1954 i Fontaine-Chaalis i Oise, var en fransk konstforskare. Han var far till psykiatern Pierre Mâle.
Mâle, som var professor i retorik vid Lycée Louis-le-Grand i Paris och senare blev direktör för École française i Rom, intog med arbetet L'art religieux du XIII:e siécle en France (1898) en av platserna i allra främsta ledet bland specialister i medeltidens konst. Han utgav senare L'art religieux de la fin du moyen âge (1908) samt medverkade i Histoire de l'art, utgiven av André Michel. Sina högst förtjänstfulla tidigare studier i fransk medeltidskonst fortsatte Mâle med L'art religieux du XII:e siècle en France (1922). Under första världskriget utgav han 1917 L'art allemand et l'art francais au moyen-âge – ett försök att nedvärdera den tyska medeltidskonsten. Arbetet utgavs samma år även i en tysk upplaga, "Studien über die deutsche Kunst", där flera tyska fackmän bemötte den franske författarens synpunkter. Mâle var medlem av Institutet.